# The First Session
The First Session är en EP av det amerikanska rockbandet Hole, utgiven 1997. Den innehåller materialet från bandets första studioinspelning den 17 mars 1990. Tre av låtarna hade givits ut 1991 på bandets debutsingel "Retard Girl". "Turpentine" var tidigare outgiven.

## Låtlista
1. "Retard Girl" (Love) – 4:47
2. "Phone Bill" (Love/Erlandson) – 1:48
3. "Turpentine" (Love/Erlandson) – 4:01
4. "Johnnies in the Bathroom" (Love/Erlandson) – 2:17